# Linda Šejdová
Linda Šejdová je česká podnikatelka.

## Životopis
Linda Šejdová se narodila v Praze. Vystudovala Gymnázium Oty Pavla. Dále pokračovala ve studiu marketingu, které ale nedokončila. Namísto toho absolvovala stáže u marketingových odborníků a pracovala pro různé start-upy, například na pozici marketingové ředitelky. V roce 2019 spoluzaložila společnost Snuggs, která vyrábí menstruační kalhotky, a působí zde na pozici výkonné ředitelky. Na vývoji materiálů pro menstruační kalhotky spolupracovala s Technickou univerzitou v Liberci. V roce 2019 zvítězila v českém kole soutěže Creative Business Cup. V roce 2020 byla časopisem Forbes zařazena do výběru „30 pod 30“.
V roce 2023 byla společně s Tomášem Zahradníkem oceněna stříbrnou medailí předsedy senátu za nápad a odvahu prolomit tabu